# RedOne
Надир Хаят (швед. Nadir Khayat), более известный как RedOne — марокканский музыкальный продюсер, двукратный обладатель премии «Грэмми». В 2010 году основал собственный лейбл 2101 Records.

## Биография
Надир родился в городе Тетуан. В 19 лет переехал в Швецию, потому что эта страна ассоциировалась у него с хорошими музыкантами. На его становление повлияли такие шведские группы как ABBA, Roxette и Europe. Первоначально Надир хотел играть на гитаре и петь в рок-группе. В 1995 году он начал заниматься написанием песен для других артистов. Его друг, продюсер Рами Якуб, побудил Хаята сменить занятие, а также обучил его продюсированию, саунд-программингу и работе со звуковой аппаратурой.
В 2005 году Надир написал песню Step Up для шведского поп-певца курдского происхождения Дарина, которая стала хитом в национальном чарте, принесла исполнителю шведскую «Грэмми» и взяла в приз в номинации «Скандинавская песня года». Следующим шагом в карьере RedOne стала композиция Bamboo, ставшая одним из гимнов Чемпионата мира по футболу в 2006 году. Позже продюсер объединил трек хитом Шакиры Hips Don’t Lie. В результате певица совместно с рэпером Вайклефом Жаном исполнила ремикс перед финальной игрой на телевизионную аудиторию в 1,2 миллиарда человек.
После успеха Bamboo Надир переехал в Нью-Йорк. Там через некоторое время он привлёк внимание Чарли Уока — президента компании Epic Records. Следующим этапом карьеры стала работа с американской певицей доминиканского происхождения Кэт Делуной. Её дебютный сингл оказался на вершине хит-парадов. В 2007 году Хаят познакомился со Стефани Джерманоттой, более известной как Леди Гага. Первой их совместной работой стала песня Boys Boys Boys, вошедшая её дебютный альбом The Fame и ставшая продолжением хиту Girls Girls Girls группы Motley Crue. Дебютный сингл Леди Гаги Just Dance принёс певице и продюсеру большой успех. Далее, с успехом были выпущены песни LoveGame, Poker Face, Bad Romance, Alejandro. Работа с Леди Гагой принесла Хаяту две премии «Грэмми». В 2010 году Poker Face удостоилась звания «Лучшей танцевальной записи», а в 2011 году мини-альбом The Fame Monster стал лучшей поп-пластинкой. RedOne также работал с Энрике Иглесиасом, Марком Энтони и Дженнифер Лопес.
В 2010 году Хаят записал две песни для Милен Фармер, а в 2011 году сотрудничал с Алексеем Воробьёвым. RedOne написал для него песню Get You, с которой Воробьёв выступил на конкурсе «Евровидение-2011».
В 2016 году RedOne стал самостоятельно исполнять свои песни. Совместно с другими музыкантами он выпустил четыре сингла.
В 2018 году RedOne написал и исполнил вместе с Adelina и Now United песню One World для ЧМ по футболу 2018 в России.

## Дискография

### Автор/продюсер
- 2008 — Леди Гага — «Just Dance»
- 2008 — Леди Гага — «Poker Face»
- 2008 — Леди Гага — «LoveGame»
- 2009 — Энрике Иглесиас ft. Сиара — «Taking Back My Love»
- 2009 — Space Cowboy — «Falling Down»
- 2009 — Леди Гага — «Bad Romance»

- 2009 — Леди Гага — «Alejandro»

- 2009 — Леди Гага — «Monster»

- 2010 — Мохомби — «Bumpy Ride»
- 2010 — Милен Фармер — «Oui mais... non»
- 2010 — Александра Бёрк — «Start Without You»
- 2010 — Энрике Иглесиас — «I Like It»
- 2010 — Николь Шерзингер — «Poison»
- 2011 — Pitbull ft. Дженнифер Лопес — «On the Floor»
- 2011 — Алексей Воробьёв — «Get You»
- 2011 — Леди Гага — «Judas»
- 2011 — Леди Гага — «Hair»
- 2011 — Милен Фармер — «Lonely Lisa»
- 2011 — Porcelain Black — «This Is What Rock n' Roll Looks Like»
- 2011 — Pitbull ft. Марк Энтони — «Rain Over Me»
- 2012 — Pitbull ft. Дженнифер Лопес — «Dance Again»
- 2012 — Ники Минаж — «Starships»
- 2012 — Ники Минаж — «Pound The Alarm»
- 2013 — Lil' Kim — «If You Love Me»
- 2014 — Real Madrid CF — «Hala Madrid y Nada Más»
- 2012 — Халед — C’est la vie
- 2013 — Дженнифер Лопес — Live It Up
- 2013 — Приянка Чопра Feat. Pitbull — Exotic
- 2013 — Леди Гага — «Gypsy»
- 2014 — Chawki feat. Dr. Alban — It’s My Life (Don’t Worry)
- 2016 — Альваро Солер — Sofia
- 2016 — Леди Гага — Angel Down

### Синглы
| Год  | Название                                                                   |
| 2016 | Don’t You Need Somebody (feat. Энрике Иглесиас, R. City, Serayah и Shaggy) |
| 2017 | Boom Boom (feat. Daddy Yankee, French Montana и Dinah Jane)                |
| 2018 | All Day, All Night (feat. Фодель)                                          |
| 2018 | One World (feat. Adelina and Now United)                                   |
| 2019 | We Love Africa (feat. Inna Modja и Aminux)                                 |

### Другие появления
| Год  | Название                                                                                                  |
| 2010 | Kick Ass (We Are Young) (Mika vs. RedOne)                                                                 |
| 2012 | Knockin' on Heaven’s Door (feat. Nabil Khayat)                                                            |
| 2014 | A-Ricky-Kee (SuperMartXé vs. RedOne)                                                                      |
| 2014 | ¡Hala Madrid! …y nada más (Real Madrid feat. RedOne)                                                      |
| 2016 | La Roja Baila (Серхио Рамос, Niña Pastori & RedOne)                                                       |
| 2017 | Voy a Bailar (Ali B feat. Boef, Rolf Sanchez & RedOne)                                                    |
| 2017 | Love Is All That Matters (Алексей Воробьёв & RedOne)                                                      |
| 2018 | Festival (Los Polinesios & RedOne)                                                                        |
| 2018 | Nos Fuimos Lejos (Arabic Version) (Descemer Bueno, Энрике Иглесиас & Hatim Ammor feat. El Micha & RedOne) |

## Премии «Грэмми»
| Год  | Название         | Награда                     | Итог      |
| 2010 | Poker Face       | Запись Года                 | Номинация |
| 2010 | Poker Face       | Песня Года                  | Номинация |
| 2010 | Poker Face       | Лучшая танцевальная запись  | Победа    |
| 2010 | The Fame         | Альбом Года                 | Номинация |
| 2011 | The Fame Monster | Альбом Года                 | Номинация |
| 2011 | The Fame Monster | Лучший вокальный поп альбом | Победа    |
| 2011 | RedOne           | Продюсер года               | Номинация |

## Личная жизнь
В 2009 году Хаят женился на Лайле Азиз, которая в настоящее время является креативным дизайнером бренда Kayat, принадлежащего им обоим.